# Nymphidium manicorensis
Nymphidium manicorensis is een vlindersoort uit de familie van de prachtvlinders (Riodinidae), onderfamilie Riodininae.
Nymphidium manicorensis werd in 1985 beschreven door Callaghan.